# Glossaire de lutherie et de facture instrumentale
 (décembre 2018).
Si vous disposez d'ouvrages ou d'articles de référence ou si vous connaissez des sites web de qualité traitant du thème abordé ici, merci de compléter l'article en donnant les références utiles à sa vérifiabilité et en les liant à la section « Notes et références ».
Cette page est consacrée au vocabulaire employé en lutherie et en facture instrumentale. On y retrouve aussi bien les diverses parties constitutives d'un instrument selon l'organologie, que les divers outils ou techniques nécessaires à leur élaboration ou leur mise au point. 
- Haut – A
- B
- C
- D
- E
- F
- G
- H
- I
- J
- K
- L
- M
- N
- O
- P
- Q
- R
- S
- T
- U
- V
- W
- X
- Y
- Z

## A
- Accord (organologie)
- Accordage : Action d'accorder un instrument de musique . Réglage de l'instrument pour que les vibrations produites correspondent aux notes de musique souhaitées.
- Accordeur : Appareil électronique destiné à vérifier si la hauteur du son produit par un instrument correspond à une référence (ex : La 440).
- Action (musique)
- Âme : Pièce de bois située à l'intérieur de la caisse résonance et qui permet la transmission des vibrations. Instruments à corde frottées.
- Anche : Lamelle mise en mouvement par le souffle de l'instrumentiste créée une vibration qui se propage dans le corps de l'instrument. Instruments à vent, famille des bois.
- Archet : Baguette en bois ou en carbone sur laquelle est montée une mèche dont les frottements sur les cordes d'un instrument créent une vibration. Instruments à cordes frottées.

## B
- Barrage (musique)
- Bec de clarinette
- Biseau (musique)
- Bourdon (musique)
- Boyau (musique)

## C
- Caisse de résonance : Partie creuse d'un instrument permettant d'amplifier une vibration.
- Catgut
- Chevalet : Pièce en bois en contact avec les cordes d'un instrument et qui permet la transmission des vibrations des cordes vers la caisse de résonance. Instruments à cordes frottées.
- Cheville : Pièce de bois à laquelle est fixée une extrémité d'une corde et qui permet de la mettre en tension afin d'obtenir une note de référence souhaitée. Voir Accordage. Instruments à cordes.
- Chevillier : Dispositif en bois sur lequel sont montées les chevilles et qui permet leur fonctionnement. Instruments à cordes.
- Chœur (musique)
- Clairon (orgue)
- Clavier : Dispositif composé de touches dont la pression permet la production d'un son à une fréquence donnée. Par extension, instrument de musique basé sur le principe du clavier pour la production de sons.
- Clavier (orgue)
- Clef (organologie)
- Collier (clarinette)
- Colonne d'air
- Colophane
- Corde : Élément mis en vibration par une action mécanique directe (ex : frottements d'un archets, pincement des doigts), Instruments à cordes.
- Corde sympathique : Élément mis en vibration par un phénomène de résonance. Instruments à cordes.
- Cordier : Dispositif en bois, en carbone ou en plastique permettant de fixer l'extrémité d'une corde. Instruments à cordes.
- Corps sonore
- Coupe-anches
- Couteau à gratter les anches
- Couvre-bec

## D
- Diapason : Instrument métallique vibrant à une fréquence unique. Outil utilisé afin de vérifier si la hauteur du son produit par un instrument correspond à une référence (ex : La 440).

## E
- Éclisse
- Écouvillon (instrument)
- Embouchure (musique)

## F
- Feinte brisée
- Fréquences des touches du piano
- Frette (musique)
- Fût (musique)

## G
- Gouge (outil)
- Graisse pour liège

## H
- Harmonisation (facture instrumentale)

## I
- Inharmonicité

## J
- Jeux d'anche

## L
- Ligature (musique)
- Loup (musique)
- Lutherie sauvage

## M
- Machine Barker
- Manche (musique)
- Marteau d'accordeur
- Mécanique de répétition
- Membrane (organologie)
- Mirliton (musique)
- Mode harmonique
- Mortaise

## O
- Octave courte
- Ouïe (musique)

## P
- Parchemin
- Pédalier (orgue)
- Perce
- Pique
- Piston
- Popote

## R
- Relevage (musique)
- Régale
- Repose-pouce
- Retableur
- Retouche d'anche simple
- Rosace

## S
- Sautereau : Dispositif activé par un clavier et qui permet de pincer une corde afin de produire un son. Instruments à cordes pincées. Les sautereaux peuvent être de plusieurs types selon les instruments :
  - Sautereau pour clavecin et instruments apparentés.
  - Sautereau pour vielle à roue.
- Sillet
- Système Boehm
- Système Oehler

## T
- Table d'harmonie
- Tampon pour clarinette
- Tendeur
- Tenon (instrument)
- Touche (lutherie)
- Tourillon (organologie)
- Trou d'harmonie
- Tune-o-matic

## V
- Vélocité (musique)
- Vernice bianca
- Réparations du violon